# Natal cigano (Arre burriquito)
"Natal cigano" (com o estribilho: "Arre burriquito") é uma canção de Natal tradicional portuguesa originária da freguesia de Pardais no concelho de Vila Viçosa.

## História

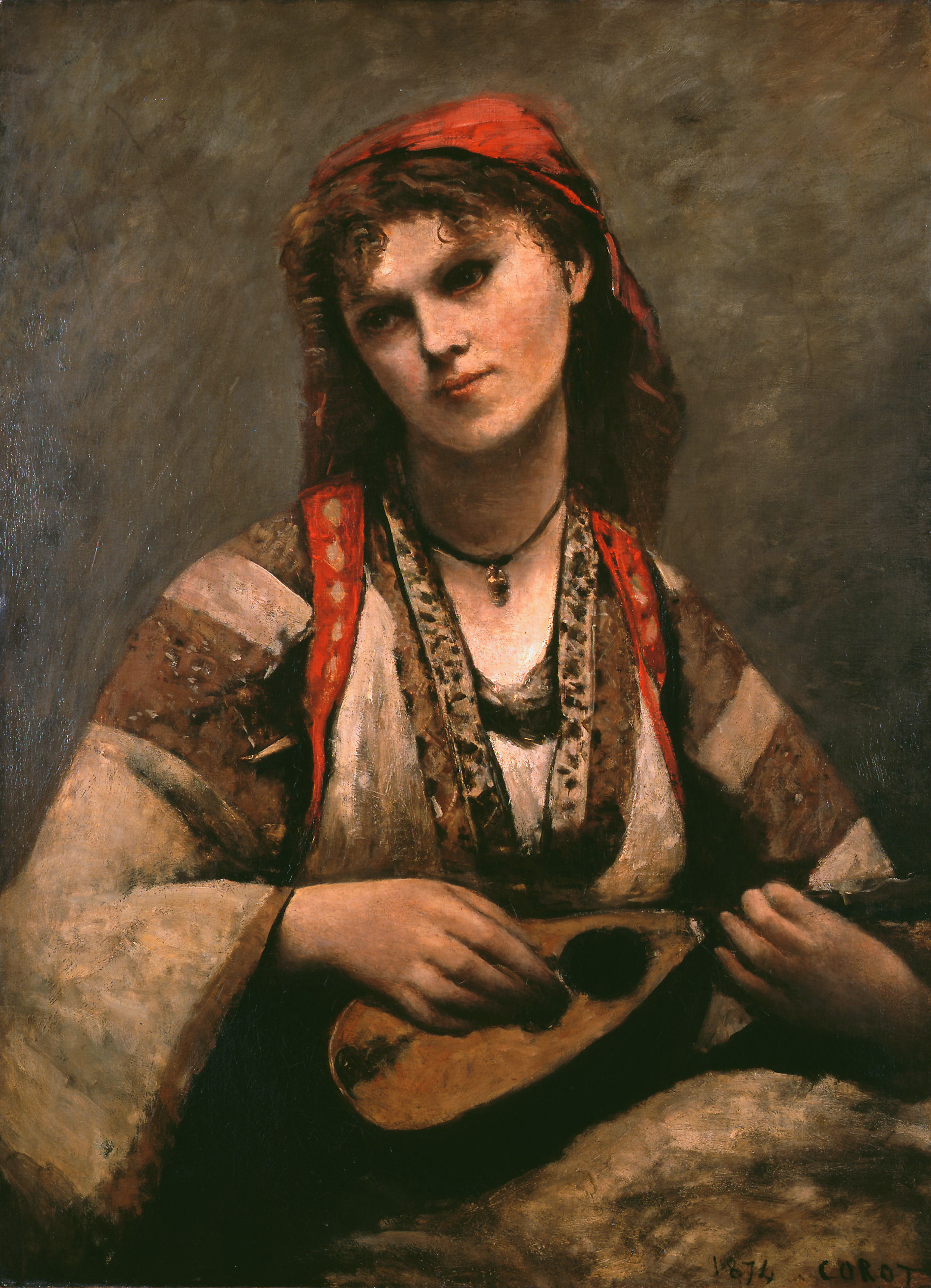
Jean-Baptiste Camille Corot: Cigana com Bandolim (1874) no Museu de Arte de São Paulo.

Esta interessante cantiga tem diversos pontos de contacto com "Sou cigana", proveniente de Elvas, que é uma localidade próxima. Ambas seriam interpretadas pela personagem "Cigana" em peças de teatro popular. Mário de Sampayo Ribeiro viu na versão de Elvas características que apontam para uma origem espanhola e de facto, este Natal cigano adapta uma popular quadra andaluza:
| Original                                                                                           | Tradução                                                                                 |
| -------------------------------------------------------------------------------------------------- | ---------------------------------------------------------------------------------------- |
| Yo soy un pobre gitano Que vengo de Egipto aquí, Y al niño de Dios le traigo Un gallo quiquiriquí. | Eu sou um pobre cigano Que venho do Egito aqui, E ao Deus Menino trago Um galo corococó. |

A tradução amadora por populares dos versos que escutavam além da raia, cria a curiosa expressão "um galho quiriquiqui". É interessante notar que, enquanto que na língua castelhana, quiquiriquí procura representar o som de um galo já adulto, quiquiriqui ou quiqueriqui em língua portuguesa é usualmente uma onomatopeia que representa o som de um pintainho, em claro contraste com cocorocó.
A letra da canção deve ter a sua origem entre os séculos séculos XVII ou XVIII, altura em que a "Cigana" passou a ser uma personagem comum nos autos populares. A redundância "cigana do Egito", que começa a cair em desuso a partir do século XVIII, expressa a ideia incorreta, mas enraizada, de que os ciganos eram originários do Egito quando, na verdade, têm uma origem remota no subcontinente indiano.
Foi harmonizada pelo musicólogo português Mário de Sampayo Ribeiro já no século XX.

## Letra
A letra é muito pequena e simples. Tem uma única copla na qual que a Cigana, derrubando a quarta parede, se identifica e relata diretamente à plateia o propósito da sua viagem (ofertar um galo ao Menino Jesus). Segue-se um refrão em que a personagem apressa o seu burro de forma a chegarem mais rapidamente a Belém.
Na verdade a letra deste refrão não é exclusiva desta canção, existindo também, por exemplo, numa outra composição de Elvas, designada "Olhei para o céu".

Sou cigana do Egito

Cheguei mesmo agora aqui,

Ai, cheguei mesmo agora aqui.

Venho trazer ao Menino

Um galho quiriquiqui,

Ai, um galho quiriquiqui.

Arre burriquito,

Vamos a Belém,

A ver o Menino

Que a Senhora tem.

Que a Senhora tem,

Que a Senhota adora,

Arre burriquito,

Vamo-nos embora.

## Discografia
- 2011 — Canções de Natal Portuguesas. Coro Gulbenkian. Trem Azul. Faixa 17: "Natal cigano (Arre burriquito)".[7]